# عمارت سابق دادگستری شهرستان هریسون

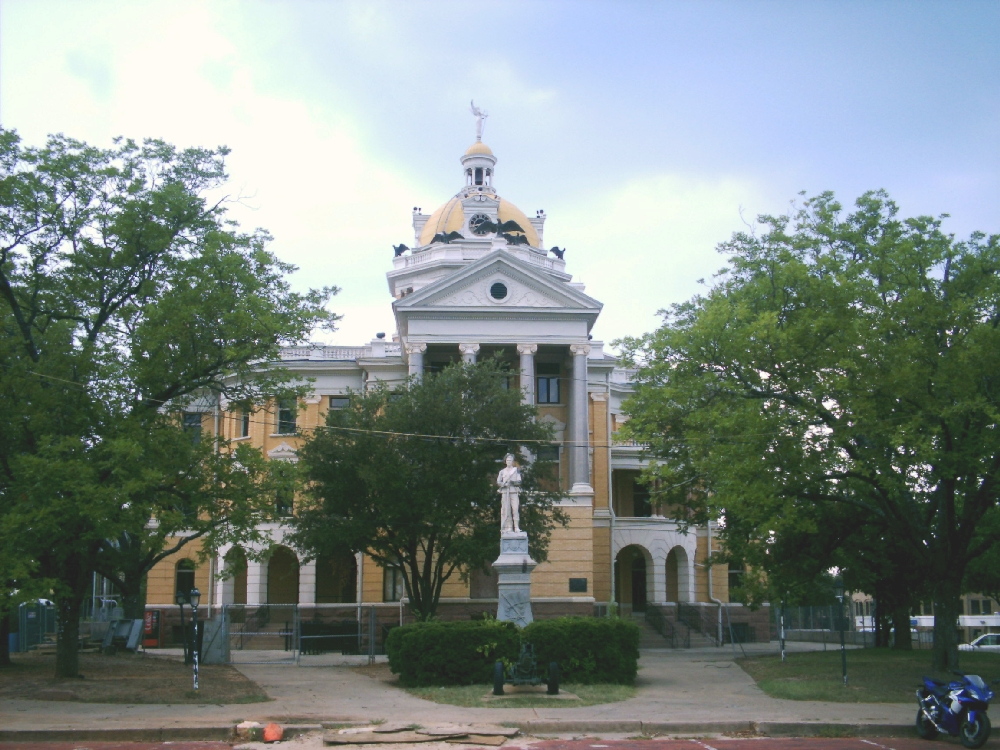

عمارت سابق دادگستری شهرستان هریسون (به انگلیسی: Old Harrison County Courthouse) عمارتی تاریخی در شهر مارشال در شهرستان هریسون، تگزاس است.
این بنا در اواخر قرن نوزدهم ساخته گردید و معمار آن جیمز رایلی گوردن بود.